# Bachia micromela
Bachia micromela (дрібнонога бахія) — вид ящірок родини гімнофтальмових (Gymnophthalmidae). Ендемік Бразилії.

## Поширення і екологія
Дрібноногі бахії відомі з типової місцевості, розташованої на піщаному березі річки Токантінс в муніципалітеті Гуараї в штаті Токантінс. Вони живуть в анклаві сухого листяного лісу, оточеному саванами серрадо.